# فرانك لانج
فرانك لانج (بالإنجليزية: Frank Lange)‏ هو لاعب كرة قاعدة أمريكي، ولد في 28 أكتوبر 1883 في كولومبوس في الولايات المتحدة، وتوفي في 26 ديسمبر 1945 في ماديسون في الولايات المتحدة.

## وصلات خارجية
- فرانك لانج على موقعبيزبول رفرنس.كوم (الدوري الرئيسي) (الإنجليزية)
- فرانك لانج على موقع جمعية أبحاث البيسبول الأمريكية (الإنجليزية)